# Horní a Dolní obděnický rybník
Horní a Dolní obděnický rybník je přírodní památka evidenční číslo 5952 v okrese Příbram. Chráněné území s rozlohou 33,93 ha bylo vyhlášeno 15. března 2014. Důvodem jeho zřízení je ochrana evropsky významné lokality Natura 2000 s výskytem zvláště chráněné kuňky ohnivé (Bombina bombina). Přírodní památka je rozdělena silnicí III/10533 a Varovským potokem do dvou oddělených částí. V menší z nich na jih od silnice se nachází rybník Obděnice. Větší část se nachází severně od silnice a leží v ní Dolní obděnický rybník, Horní obděnický rybník a malý bezejmenný rybník ve východní části chráněného území.